# Quản lý chất thải

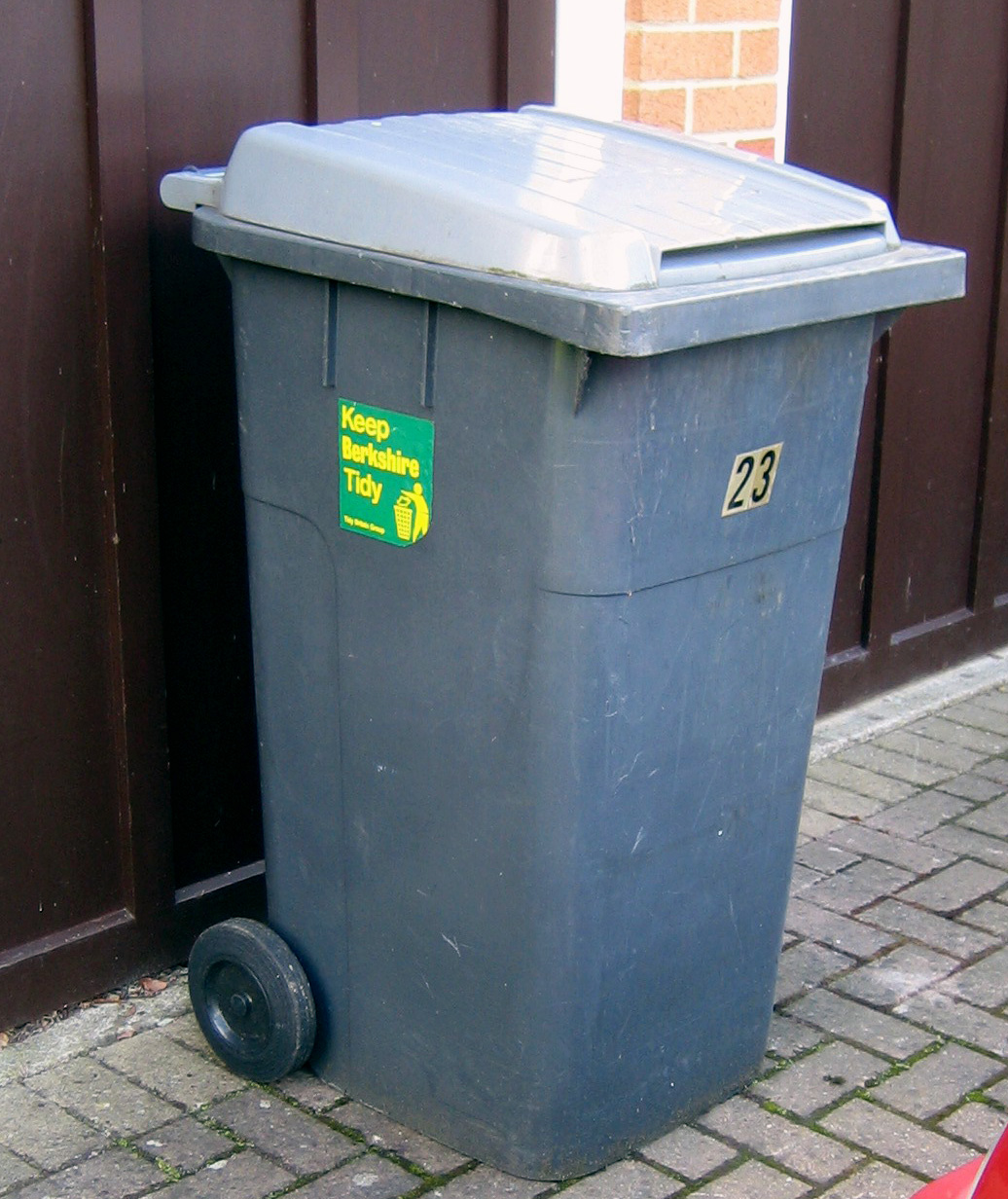
Thùng rác xanh tại Berkshire, Anh

Quản lý chất thải (tiếng Anh: Waste management) là việc thu gom, vận chuyển, xử lý, tái chế, loại bỏ hay thẩm tra các vật liệu chất thải. Quản lý chất thải thường liên quan đến những vật chất do hoạt động của con người sản xuất ra, đồng thời đóng vai trò giảm bớt ảnh hưởng của chúng đến sức khỏe con người, môi trường hay tính mỹ quan. Quản lý chất thải cũng góp phần phục hồi các nguồn tài nguyên lẫn trong chất thải. Quản lý chất thải có thể bao gồm chất rắn, chất lỏng, chất khí hoặc chất thải phóng xạ, mỗi loại được quản lý bằng những phương pháp và lĩnh vực chuyên môn khác nhau.
Cách quản lý chất thải có phần khác nhau tại những quốc gia phát triển và đang phát triển, tại khu vực đô thị và nông thôn, và tùy vào loại hình sản xuất dân dụng hay công nghiệp. Quản lý chất thải vô hại từ đối tượng hành chính và dân dụng ở các vùng đô thị thường là trách nhiệm của cơ quan chính quyền địa phương, trong khi quản lý chất thải vô hại từ đối tượng thương mại và công nghiệp thường là trách nhiệm của nhà sản xuất.

## Lịch sử
Trải qua phần lớn lịch sử, lượng rác thải con người thải ra là không đáng kể do mật độ dân số thấp và mức độ khai thác tài nguyên thiên nhiên thấp. Chất thải phổ biến phát sinh trong thời kỳ tiền hiện đại là tro và chất thải có thể phân hủy sinh học từ con người, và những chất thải này được thải trở lại đất, với rất ít tác động đến môi trường. Các công cụ làm bằng gỗ hoặc kim loại nhìn chung được tái sử dụng hoặc sử dụng qua nhiều thế hệ.
Tuy nhiên, một vài nền văn minh có vẻ đã hoang phí hơn về rác thải đầu ra của họ so với các nền văn minh khác. Đặc biệt, văn minh Maya ở Trung Mỹ đã có một nghi lễ cố định hàng tháng, theo đó dân làng thu gom và đốt các đống rác lớn.

### Thời kỳ hiện đại

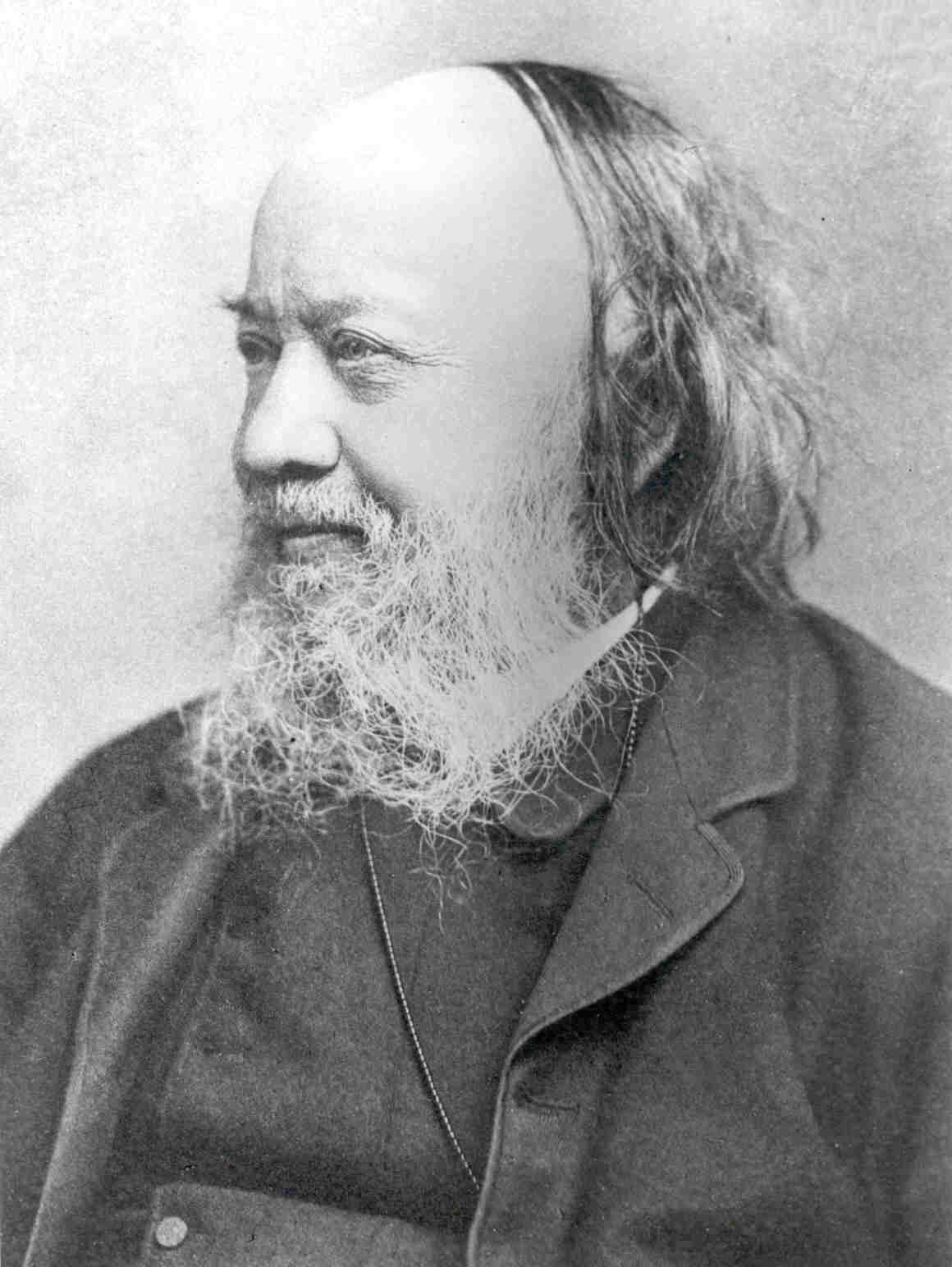
Báo cáo năm 1842 của Edwin Chadwick, The Sanitary Condition of the Labouring Population đã có ảnh hưởng trong việc đảm bảo thông qua dự luận đầu tiên về dọn dẹp chất thải và đổ thải.

Sau sự khởi đầu của cuộc cách mạng công nghiệp và sự phát triển đô thị bền vững của các trung tâm dân số lớn ở Anh, sự tích tụ rác thải trong các thành phố đã gây nên sự suy giảm nhanh chóng về mức độ vệ sinh môi trường và chất lượng cuộc sống chung của người dân đô thị. Các đường phố trở nên nghẹt thởi với rác do thiếu các quy định về dọn dẹp rác thải. Việc kêu gọi thành lập cơ quan xử lý chất thải của thành phố đã được tranh luận vào đầu năm 1751 bởi Corbyn Morris ở London, ông đề xuất rằng "...bảo vệ sức khỏe của người dân là điều quan trọng nhất, đề xuất việc dọn dẹp sạch sẽ thành phố này cần đặt dưới sự quản lý của một cơ quan công quyền thống nhất, và tất cả rác thải được vận chuyển bởi Thames đến một khoảng cách xa nhất định trong nước".

## Các phương pháp xử lý

### Chôn lấp chất thải
Một bãi chôn lấp vệ sinh là một phương pháp vệ sinh và tương đối rẻ tiền của việc xử lý chất thải. Các bãi chôn lấp thiết kế kém hoặc quản lý kém có thể tạo ra một số tác động xấu đến môi trường như gây bốc mùi, thu hút sâu bọ, và tạo ra nước rỉ rác. Một sản phẩm phổ biến nữa của các bãi chôn lấp là khí (chủ yếu bao gồm khí methane và carbon dioxide).Khí này có thể tạo ra các vấn đề mùi, diệt thảm thực vật bề mặt và là một khí gây hiệu ứng nhà kính.
Đặc điểm thiết kế của một bãi chôn lấp hợp vệ sinh và hiện đại bao gồm các phương pháp để ngăn nước rỉ rác (leachate) ngấm vào nước ngầm bằng cách tạo một lớp đất sét hoặc vật liệu nhựa lót dưới đáy. Chất thải được đầm chặt thành từng lớp để tăng mật độ và sự ổn định của nó tránh gây sụp lún và che chắn không để thu hút sâu bọ, chuột. Đồng thời bãi chôn lấp hợp vệ sinh cũng cần có hệ thống khai thác khí được cài đặt để trích xuất các khí bãi rác. Khí được thu giữ bằng đường ống đục lỗ được hút ra ngoài hoặc bị đốt cháy trong một động cơ xăng để tạo ra điện. Sau khi bãi chôn lấp hợp vệ sinh đầy, nó được niêm phong bằng một lớp dày đất, và bề mặt nghiêng một độ dốc nhẹ để nước mặt không bị ứ đọng, rò rỉ vào bên trong.

### Đốt chất thải
Đốt là một phương pháp xử lý trong đó chất thải rắn hữu cơ phải chịu đốt để chuyển đổi thành cặn và các sản phẩm khí. Quá trình này làm giảm thể tích chất thải rắn đến 20 đến 30 phần trăm thể tích ban đầu. Lò đốt rác chuyển đổi chất thải thành nhiệt, khí đốt, hơi nước và tro. Thiêu hủy được thực hiện cả ở quy mô nhỏ của các cá nhân và trên quy mô lớn của ngành công nghiệp. Nó được sử dụng để xử lý chất thải rắn, lỏng, khí. Nó được công nhận là một phương pháp thực tế để xử lý một số chất thải nguy hại (như chất thải y tế).
Đốt là phương pháp xử lý chất thải phổ biến ở các quốc gia Châu Âu, Nhật Bản, nơi mà đất đai khan hiếm, vì các cơ sở này thường không đòi hỏi nhiều diện tích như các bãi chôn lấp. Xử lý chất thải thành năng lượng (WTE) hoặc năng lượng từ chất thải (EFW) là những thuật ngữ rộng cho các cơ sở đốt chất thải trong lò hoặc lò hơi để tạo ra nhiệt, hơi nước hoặc điện.
Tuy nhiên Đốt không phải là phương pháp hoàn hảo và đã có những lo ngại về các chất ô nhiễm trong khí thải lò đốt, những khí này góp phần gây ô nhiễm không khí. Ở nhiệt độ vừa phải, đốt cũng có thể sản xuất một loạt các loại khí độc hại, tùy thuộc vào những gì được đốt cháy. Ví dụ, nhựa khi bị đốt cháy có thể tạo ra khí clo và axit clohydric, cả hai đều là chất độc hại, ăn mòn, hoặc chết người, đốt cháy các chất hữu cơ lưu huỳnh tạo khí sulfur dioxide (SO2). Trong những năm gần đây công nghệ đốt đã được cải thiện, hiện đại, nhiệt độ trong lò đốt rất cao (lên đến 1700 °C, hoặc 3000 °F) phá vỡ các hợp chất độc hại.

### Tái chế
Tái chế là một việc làm thực tế phục hồi nguồn tài nguyên đề cập đến việc thu thập và tái sử dụng các vật liệu phế thải như thùng chứa đồ uống rỗng, Các vật liệu mà từ đó được tái chế thành các sản phẩm mới. Nguyên liệu để tái chế có thể được thu thập một cách riêng biệt từ chất thải chung, sử dụng các thùng chuyên dụng và xe thu gom. Ở một số nơi, chủ sở hữu của các chất thải được yêu cầu phân loại vật liệu vào thùng khác nhau (ví dụ như giấy, nhựa, kim loại), một số nơi khác, tất cả các vật liệu tái chế được đặt trong một thùng duy nhất và việc phân loại được xử lý sau tại cơ sở trung tâm.
Các sản phẩm tiêu dùng phổ biến nhất được tái chế bao gồm: nhôm từ lon nước giải khát, đồng từ dây, thép từ bình phun, chai lọ thủy tinh, hộp bìa, báo, tạp chí, nhựa PVC. Các mặt hàng này thường được làm từ một vật liệu duy nhất, làm cho chúng tương đối dễ dàng để tái chế thành các sản phẩm mới. Việc tái chế các sản phẩm phức tạp (như máy tính và thiết bị điện tử) là khó khăn hơn. Các loại vật liệu được chấp nhận để tái chế khác nhau theo thành phố và quốc gia. Mỗi thành phố và quốc gia có chương trình tái chế khác nhau, có thể xử lý các loại vật liệu tái chế khác nhau. Tuy nhiên, sự thay đổi trong một giới hạn nhất định được phản ánh trong giá trị bán lại của vật liệu khi nó được tái chế.

### Đổ thải ra Đại dương
Một biến thể của đốt trên đất liền là đốt trên tàu trên các đại dương. Sau đốt, vật liệu không cháy được chỉ đơn giản là đổ xuống biển. Phương pháp này đã được áp dụng cho các kho dự trữ chất thải hóa học đặc biệt nguy hiểm. Một báo cáo năm 1981 của Cơ quan Bảo vệ Môi trường tuyên bố rằng "Nó có một tác động tối thiểu đến môi trường vì đưa được các phần tử phá hủy xa nơi dân cư để phát thải và được đại dương hấp thụ", một lưu ý nữa là lò đốt ngoài khơi "Không phải chịu các yêu cầu kiểm soát khí thải áp dụng cho các đơn vị trên đất liền" việc này có thể rất hiệu quả chi phí. Tuy nhiên lượng carbon dioxide sinh ta trong quá trình đốt vẫn đi vào không khí trên đất, trên mặt nước, nó vẫn góp phần làm tăng carbon dioxide trong khí quyển. Sự thật, việc đổ thải phế liệu rắn ra biển chỉ làm chúng khuất khỏi tầm nhìn của mọi người, nhưng những vật liệu độc hại có mặt và những chất còn lại sau khi nung sẽ đóng góp vào sự ô nhiễm của đại dương. Các nhà khoa học thực sự vẫn chưa biết sản phẩm cuối cùng của nhiều hóa chất liên quan đến ô nhiễm nguồn nước. Theo thời gian, phương pháp này dần không được ưu chuộng.
Đổ thải ra Đại dương mà không cần đốt cũng đã được sử dụng đối với chất thải hóa chất, rác thải thành phố, và rác khác. Khả năng ô nhiễm nguồn nước là rõ ràng. Trong một số trường hợp quá trình chuyển dòng đã mang các chất thải trở lại bờ hơn là phân tán trong các đại dương như dự định, điều này càng khẳng định sự nguy hiểm của việc đổ thải ra đại dương các chất thải chưa qua xử lý. Trong cuối những năm 1980, phản đối công khai qua sự cố chất thải (bao gồm cả kim tiêm, rác thải y tế) trôi trên bãi biển, gây số lượng vi khuẩn cao khu vực gần bờ, và cái chết của động vật có vú biển. Quốc hội đã Ban Đạo luật năm 1988 ra lệnh rằng Đổ thải ra Đại dương của nước thải ở Mỹ và chất thải công nghiệp sẽ chấm dứt sau năm 1991. Số lượng các quốc gia công nhận Đổ thải ra Đại dương là một vấn đề ô nhiễm và cần kết thúc nó ngày càng nhiều. Anh đã kết thúc đổ chất thải công nghiệp vào đại dương vào năm 1993. Tuy nhiên, việc đổ nước thải vào biển vẫn còn đang tiếp tục ở một số nước đang phát triển, nơi các đạo luật về môi trường còn hạn chế.

### Phát triển bền vững
Quản lý chất thải là một thành phần quan trọng trong một khả năng kinh doanh để duy trì tiêu chuẩn ISO14001. Các công ty được khuyến khích để nâng cao hiệu quả môi trường của họ mỗi năm bằng cách loại bỏ chất thải thông qua thực hành phục hồi tài nguyên, trong đó có các hoạt động liên quan đến phát triển bền vững. Có một cách để làm điều này là chuyển từ quản lý chất thải tới thực hành phục hồi tài nguyên như tái chế các vật liệu: thủy tinh, thức ăn thừa, giấy, chai nhựa và kim loại.

#### Tái chế sinh học
Vật liệu thu hồi đó là chất hữu cơ trong tự nhiên, như thực vật, thực phẩm, và các sản phẩm giấy, có thể được phục hồi thông qua ủ và quy trình tiêu hóa để phân hủy các chất hữu cơ. Sau đó các chất hữu cơ được tái chế như mùn hoặc phân hữu cơ cho mục đích nông nghiệp hoặc làm xốp đất. Ngoài ra, khí thải từ quá trình (như methane) có thể được bắt và được sử dụng để tạo ra điện và nhiệt. Mục đích của xử lý sinh học trong quản lý chất thải là để kiểm soát và đẩy nhanh quá trình tự nhiên của phân hủy các chất hữu cơ.

#### Phục hồi năng lượng
Phục hồi năng lượng từ chất thải là việc chuyển đổi các vật liệu phế thải không thể tái chế thành nhiệt sử dụng được, điện, nhiên liệu hoặc thông qua một loạt các quá trình, bao gồm cả đốt, khí hóa, phân hủy yếm khí, và thu hồi khí bãi rác. Quá trình này thường được gọi là chất thải thành năng lượng. Phục hồi năng lượng từ chất thải là một phần của hệ thống phân cấp quản lý chất thải không nguy hại. Sử dụng phục hồi năng lượng để chuyển đổi chất thải không thể tái chế thành điện và nhiệt, tạo ra một nguồn năng lượng tái tạo bù đắp nhu cầu năng lượng từ các nguồn hóa thạch, cũng như giảm khí mêtan từ các bãi rác. Trên toàn cầu, hoạt động biến chất thải thành năng lượng chiếm 16% hoạt động quản lý chất thải.
Năng lượng của các chất thải có thể được khai thác trực tiếp bằng cách sử dụng chúng như là một nhiên liệu đốt trực tiếp, hoặc gián tiếp bằng cách xử lý chúng thành một loại nhiên liệu khác. Xử lý nhiệt như là một nguồn nhiên liệu để nấu ăn hoặc sưởi ấm, cung cấp cho lò hơi để tạo ra hơi nước và quay tua bin tạo ra điện. Nhiệt phân và khí hóa là hai hình thức liên quan đến xử lý nhiệt nơi chất thải được đun nóng đến nhiệt độ cao với hạn chế oxy sẵn có. Quá trình này thường xảy ra trong một thùng đựng nước kín dưới áp suất cao. Nhiệt phân chất thải rắn chuyển thành các vật liệu sản phẩm ở các dạng rắn, lỏng và khí. Chất lỏng và khí có thể được đốt cháy để tạo năng lượng hay tinh chế thành các sản phẩm hóa chất khác (nhà máy lọc hóa học). Dư lượng rắn có thể được tiếp tục tinh chế thành các sản phẩm như than hoạt tính. Khí hóa và khí hóa Plasma tăng cường được sử dụng để chuyển đổi vật liệu hữu cơ trực tiếp thành một khí tổng hợp gồm cacbon monoxide và hydro. Khí này sau đó được đốt để sản xuất điện và hơi nước.

#### Giảm thiểu chất thải
Giảm thiểu chất thải là một quá trình có liên quan đến việc giảm lượng chất thải sản xuất trong xã hội và giúp loại bỏ các phát sinh chất thải nguy hại và dai dẳng, hỗ trợ các nỗ lực thúc đẩy phát triển một xã hội bền vững hơn. Một phương pháp quan trọng của quản lý chất thải là công tác phòng chống chất thải được tạo ra, còn được gọi là giảm chất thải. Phương pháp này bao gồm tái sử dụng các sản phẩm đã qua sử dụng, sửa chữa những đồ bị hỏng thay vì mua mới, thiết kế sản phẩm tái sử dụng, khuyến khích và thiết kế sản phẩm sử dụng ít vật liệu để đạt được cùng một mục đích (ví dụ, giảm trọng lượng của lon nước giải khát).

## Lợi ích
Chất thải không phải là cái gì đó nên được loại bỏ hoặc xử lý mà không liên quan đến việc sử dụng nó trong tương lai. Nó có thể là một nguồn tài nguyên có giá trị nếu được giải quyết một cách chính xác, thông qua chính sách và thực hành. Với hoạt động quản lý chất thải hợp lý và nhất quán sẽ cho những lợi ích nhất định. Những lợi ích này bao gồm:
1. Kinh tế - Nâng cao hiệu quả kinh tế thông qua sử dụng tài nguyên, xử lý, tiêu hủy và tạo ra thị trường cho tái chế có thể dẫn đến các hành hiệu quả trong sản xuất và tiêu thụ sản phẩm. Các vật liệu sản phẩm có giá trị được thu hồi để tái sử dụng tạo mới khả năng việc làm và cơ hội kinh doanh.
2. Xã hội - Bằng cách giảm tác động xấu đến sức khỏe của hoạt động quản lý chất thải, dẫn đến các khu định cư hấp dẫn hơn. Lợi thế xã hội tốt hơn có thể dẫn đến các nguồn việc làm mới và có khả năng nâng cộng đồng thoát khỏi đói nghèo. Đặc biệt là ở một số nước đang phát triển.
3. Môi trường - Giảm hoặc loại bỏ tác động xấu đến môi trường thông qua việc giảm, việc tái sử dụng và tái chế, giảm thiểu và khai thác tài nguyên. Có thể cung cấp được cải thiện không khí, chất lượng nước, giúp đỡ trong việc giảm lượng khí thải nhà kính.
4. Thế hệ tương lai - thực hành quản lý chất thải hiệu quả có thể cung cấp các thế hệ tiếp theo một nền kinh tế mạnh mẽ hơn, một xã hội công bằng hơn, toàn diện hơn và một môi trường sạch hơn.

## Nguyên tắc trung tâm của quản lý chất thải
Có một số khái niệm về quản lý chất thải khác nhau giữa các quốc gia hoặc khu vực. Một cách chung nhất, khái niệm sử dụng rộng rãi bao gồm:
1. Hệ thống phân cấp Xử lý chất thải - Các hệ thống phân cấp chất thải dùng để chỉ giảm chất thải, tái sử dụng và tái chế, chiến lược quản lý chất thải theo mong muốn là giảm thiểu chất thải. Hệ thống phân cấp chất thải vẫn là nền tảng của hầu hết các chiến lược giảm thiểu chất thải. Mục đích của hệ thống phân cấp chất thải là để trích xuất các lợi ích thiết thực nhất từ các sản phẩm và để tạo ra số tối thiểu chất thải, phục hồi tài nguyên. Các hệ thống phân cấp chất thải được biểu diễn như là một kim tự tháp. Tiền đề cơ bản là chính sách phải hành động đầu tiên là ngăn chặn tạo ra chất thải. Bước tiếp theo là để giảm phát sinh chất thải tức là bằng cách tái sử dụng. Tiếp theo là tái chế sẽ bao gồm ủ. Sau bước này là phục hồi nguyên liệu và chất thải thành năng lượng. Năng lượng có thể được phục hồi từ quá trình đốt bãi rác. Hành động cuối cùng là xử lý, trong các bãi chôn lấp hoặc đốt mà không cần phục hồi năng lượng. Các hệ thống phân cấp chất thải đại diện cho sự tiến triển của một sản phẩm hoặc các tài liệu thông qua các giai đoạn tuần tự của kim tự tháp của quản lý chất thải. Từ trên đỉnh xuống dưới chân kim tự tháp theo thứ tự là những giải pháp tối ưu đến ít tối ưu.
2. Vòng đời của một sản phẩm - Các chu kỳ sản phẩm bắt đầu với thiết kế, sau đó tiến hành quá trình sản xuất, phân phối, sử dụng và sau đó qua các giai đoạn sau hệ thống phân cấp chất thải của tái sử dụng, thu hồi, tái chế và xử lý. Mỗi giai đoạn trên của chu kỳ sản phẩm tạo cơ hội cho chính sách can thiệp, phải suy nghĩ sự cần thiết cho các sản phẩm, thiết kế  để giảm thiểu khả năng lãng phí, để mở rộng việc sử dụng nó. Điều quan trọng sau vòng đời của một sản phẩm là tối ưu hóa việc sử dụng lại nó và hạn chế chất thải không cần thiết.
3. Sử dụng hiệu quả Tài nguyên - tăng trưởng, phát triển kinh tế toàn cầu hiện tại không thể được duy trì với các mô hình sản xuất và tiêu thụ hiện nay. Trên toàn cầu, chúng tôi được chiết xuất thêm nguồn lực để sản xuất hàng hóa. Hiệu quả là giảm tác động môi trường từ sản xuất và tiêu thụ của các mặt hàng, từ khai thác nguyên liệu cuối cùng để sử dụng và xử lý.
Nguyên tắc Gây ô nhiễm phải trả tiền - những người gây ô nhiễm phải trả tiền cho các hoạt động phục hồi môi trường, quản lý chất thải.